# Park Kyoung-doo
Park Kyoung-doo (coreano: 박경두; Seul, 3 agosto 1984) è uno schermidore sudcoreano.

## Palmarès
- Mondiali

Catania 2011: bronzo nella spada individuale.
Kazan 2014: argento nella spada individuale e nella spada a squadre.
Mosca 2015: argento nella spada a squadre.
Wuxi 2018: argento nella spada a squadre.
- Giochi asiatici

Canton 2010: oro nella spada a squadre.
- Campionati asiatici

Doha 2009: oro nella spada individuale e nella spada a squadre.
Seul 2010: oro nella spada a squadre.
Seul 2011: oro nella spada a squadre.
Wakayama 2012: oro nella spada a squadre.